# Acianthera chamelopoda
Acianthera chamelopoda är en orkidéart som först beskrevs av Carlyle August Luer, och fick sitt nu gällande namn av Carlyle August Luer. Acianthera chamelopoda ingår i släktet Acianthera och familjen orkidéer. Inga underarter finns listade i Catalogue of Life.